# Francesco Leopoldo Bertoldi
Francesco Leopoldo Bertoldi (Argenta, 13 ottobre 1737 – Argenta, 11 luglio 1824) è stato uno scrittore, poeta e presbitero italiano.

## Biografia

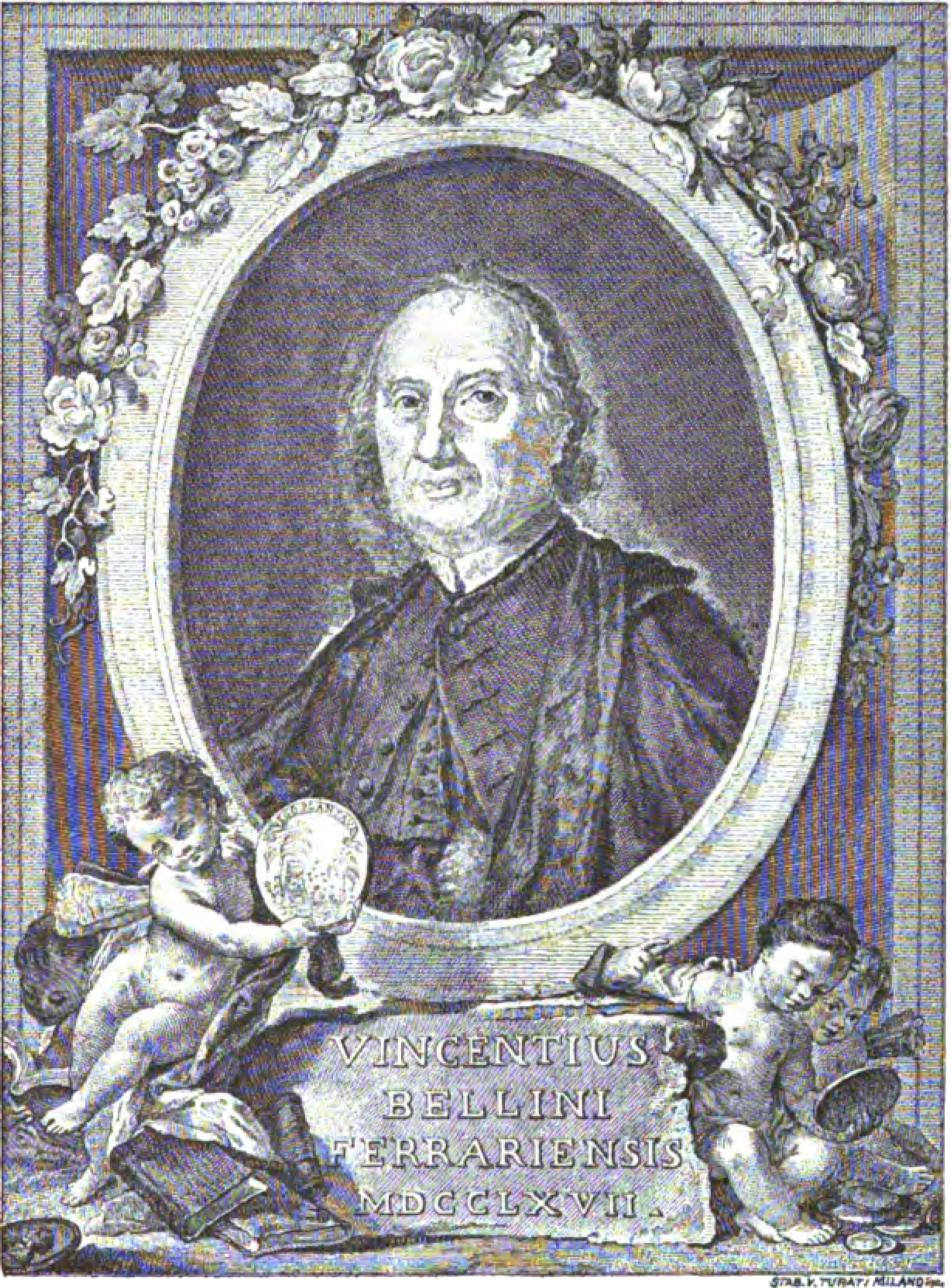
Il numismatico Vincenzo Bellini (1708-1783)

Figlio di Giuseppe, originario di Ferrara e dell'argentana Lucia Mazzanti, dopo aver studiato ad Argenta e a Ravenna, nel 1760 fu ordinato sacerdote Insegnò per tre anni a Budrio, nei pressi di Bologna, e nel 1764 la città natale lo nominò segretario comunale, incarico che mantenne per circa sette anni. Dal 1774 al 1775, fu chiamato dal sacerdote e numismatico Vincenzo Bellini, ad aiutarlo nella sistemazione del Museo che aveva aperto a Ferrara per custodirvi le sue collezioni. All'inizio del 1776 e fino al 1778, pagato dal Comune, insegnò lettere ad Argenta per poi assumere l'incarico di maestro di camera dell'arcivescovo Antonio Cantoni della diocesi di Ravenna-Cervia e, infine, quello di rettore del seminario. Morto nel 1783 il numismatico Bellini, l'Università di Ferrara gli affidò la responsabilità di custodirne il Museo. Ottenuta la nomina a canonico di una collegiata ad Argenta, lasciò Ferrara per ritornare nella città natale. Dopo l'ingresso delle truppe francesi, non volle aderire al nuovo regime e si rifiutò di prestare giuramento alla Repubblica. Si espresse favorevolmente quando le truppe austriache ripresero il controllo della città e, con il successivo ristabilimento dell'occupazione francese, fu denunciato ma poi prosciolto. Nel 1810 tornò ancora a Ferrara come segretario di Paolo Patrizio Fava Ghisilieri, designato nel 1806 dal governo napoleonico arcivescovo della città estense.
Nel 1819 fece ritorno, per l'ultima volta ad Argenta, richiamato dai suoi concittadini e qui trascorse i suoi ultimi anni. Morì a ottantasei anni nel 1824.
Segretario perpetuo dell'Accademia dei Fluttuanti, per la quale, sin dal 1760, si era impegnato insieme con altri sette concittadini per la sua ricostituzione ad Argenta, Bertoldi fu membro di diverse istituzioni culturali tra le quali l'Accademia Ariostea di Ferrara, le tuttora attive Rubiconia Simpemenia dei Filopatridi di Savigliano, l'Accademia Etrusca di Cortona e la Colombaria di Firenze. Cultore di storia locale, scrisse molte opere, alcune delle quali pubblicate postume. Si segnalano, in particolare, alcuni suoi scritti (es. Memorie del Po di Primaro del 1785) che descrivono le trasformazioni nel corso del tempo, naturali e a opera dell'uomo, che interessarono il territorio posto tra Ravenna e le foci del Po, e le Memorie storiche d'Argenta, commissionate e sovvenzionate da quel municipio. Quest'opera, di carattere erudito e di vasto impegno, in più volumi, vide la luce a partire dal 1787 per concludersi con l'ultimo volume stampato postumo nel 1864. Bertoldi si dedicò anche alla poesia, ma con scarso successo. Nella Biblioteca comunale Ariostea di Ferrara sono conservati otto volumi della sua corrispondenza.

## Opere
- Storia della miracolosa immagine di Santa Maria ovvero della Madonna della Celletta nella terra d'Argenta data alle stampe da Francesco Leopoldo Bertoldi sacerdote argentano ..., Faenza, Pel Benedetti impress. vescovile, e della insigne Accademia de' Fluttuanti d'Argenta, [1761?].
- Rappresentandosi in Argenta la passione di Gesù Cristo nella sera del venerdì santo dell'anno 1770 ragguaglio storico di d. Francesco Leopoldo Bertoldi ..., Ferrara, per Bernardino Pomatelli stampatore capitolare, 1770.
- Ragionamento ad onore del miracoloso crocifisso che si venera nella Chiesa della Confraternita sotto il titolo de' santi Giovanni Battista ed Evangelista di Argenta... Con annotazioni storiche, Faenza, Stamperia Benedetti e Genestri, 1778.
- La morte di Gesù Cristo. Anacreontica di d. Francesco Leopoldo Bertoldi argentano ..., Comacchio, Stamperia dell'ab. Cavalieri, 1782.
- Osservazioni sopra due antichi marmi già esistenti in Argenta, ed ora nel Museo arcivescovale di Ravenna indirizzate da d. Francesco Leopoldo Bertoldi argentano al chiarissimo sig. abate Ippolito conte Gamba Ghiselli capo perpetuo della Letteraria Società Ravennate, e lette nell'adunanza di essa li 31 maggio 1782, Comacchio, Stamperia Cavalieri, 1783.
- Memorie del Po di Primaro raccolte da d. Francesco Leopoldo Bertoldi argentano, Ferrara, Per gli eredi di Giuseppe Rinaldi, 1785. (versione digitalizzata)
- Memorie storiche d'Argenta raccolte ed illustrate da d. Francesco Leopoldo Bertoldi, 5 voll., Ferrara, Per gli eredi di Giuseppe Rinaldi, 1787-1864.
- Delle medaglie e monete esistenti nel Museo della pontificia Università di Ferrara che furono dirubate e quindi restituite nel settembre dell'anno 1788. Memoria antiquario-numismatica di ... Francesco Leopoldo Bertoldi ..., Ferrara, Per gli Eredi di Giuseppe Rinaldi, 1789.
- Esame storico-critico del canonico Francesco Leopoldo Bertoldi sopra il dominio della chiesa di S. Niccolò insigne collegiata e parrocchia principale d'Argenta, Ferrara, per gli eredi di Giuseppe Rinaldi, 1791.
- Notizie istoriche dell'antica selva di Lugo raccolte dal canonico Francesco Leopoldo Bertoldi argentano, Ferrara, Per gli eredi di Giuseppe Rinaldi, 1794.
- Compilazione nummaria o sia nomi gentilizj di famiglie romane e cognomi della gente di esse estratti dalle loro medaglie. Zecche italiche e qualità delle rispettive monete, Lugo, presso Giovanni Melandri, 1797.
- Memorie per la storia del Reno di Bologna raccolte dal canonico Francesco Leopoldo Bertoldi argentano, Ferrara, Pe' Socj Bianchi e Negri, Stamp. del Seminario, 1807 (versione digitalizzata).
- Vescovi ed arcivescovi di Ferrara dalla prima loro epoca sino all'anno 1818. Notizie cronologiche compilate dal canonico Francesco Leopoldo Bertoldi..., Ferrara, Coi tipi di Gaetano Bresciani, 1818.
- Le cronache di Argenta di Francesco Leopoldo Bertoldi, 1796-1799, a cura di  Roberto Balzani, Bologna, Analisi, 1993.